# لانتانا زاحفة
لانتانا زاحفة (الاسم العلمي: Lantana reptans) هي نوع نباتي يتبع جنس اللانتانا من فصيلة اللويزية.